# Ghalia al-Rahhal
Ghalia al-Rahhal, alternative Schreibweise Ghalia Alrahhal, (* 1974 in Ath-Thaura, Syrien) ist eine syrische Menschenrechts-Aktivistin. Sie ist Geschäftsführerin der Mazaya Organization for Women's Development und wurde 2023 mit dem Hillary-Rodham-Clinton-Award ausgezeichnet.

## Biografie
Ghalia al-Rahhal wurde 1974 in Ath-Thaura im nordsyrischen Gouvernement ar-Raqqa geboren. Sie wuchs in der ländlichen Stadt Kafr Nabel im nordwestsyrischen Gouvernement Idlib auf, wo sie auch die Sekundarschule absolvierte. In Kafr Nabel betrieb al-Rahhal zunächst einen Schönheits- und Friseursalon. Während des Bürgerkriegs seit 2011 engagierte sie sich in der Nothilfe und koordinierte die Beschaffung und den Transport von lebenswichtigen Medikamenten in von der Versorgung abgeschnittene Gebiete. 2013, mitten im Krieg, wandelte sie ihr Geschäft in einen Treffpunkt für Frauen namens Mazaya um, in dem Frauen und Mädchen berufliche Bildung, Alphabetisierung und Erste Hilfe angeboten wurden, bald auch Kinderbetreuung und Arbeitsvermittlung. Al-Rahhal gründete entsprechende Zentren auch in anderen Gemeinden, obwohl sie Todesdrohungen, Schikanen, Misshandlungen und gewalttätigen Angriffen ausgesetzt war. 2016 kam ihr ältester Sohn Khaled al-Eassa, ein Journalist, bei einem Anschlag ums Leben. 2017 gründete sie zusammen mit Mariam Jalabi und anderen das Syrian Women's Political Movement (SWPM), um Frauen das politische Bewusstsein und die Mittel an die Hand zu geben, sich an Friedensgesprächen über die Zukunft ihres Landes zu beteiligen. Ein weiteres Ziel besteht darin, eine Vertretung der SWPM zu Verhandlungen zur Beendigung des Krieges entsenden zu können, die von den Vereinten Nationen unterstützt werden.
Seit 2023 besteht Mazaya aus einem Netzwerk von acht Frauenzentren und fünf Kinderbetreuungszentren in Kafr Nabel und anderen Städten im Süden von Idlib. Die Mazaya-Organisation gibt inzwischen sowohl eine gedruckte als auch eine elektronische Zeitschrift heraus, die sich für die Bildung und die Stärkung der Rolle von Frauen und Mädchen einsetzt.

## Auszeichnungen
2023 wurde al-Rahhall mit dem Hillary Rodham Clinton Award des Georgetown Institute For Women, Peace and Security (GIWPS) geehrt, gemeinsam mit Muna Luqman, Christiane Amanpour und Alaa Salah. Al-Rahhal konnte Syrien nicht verlassen, um den Preis entgegenzunehmen, deshalb schickte sie ein Video. „Ihr Weg aus unauffälligen, einfachen Verhältnissen bis hin zu einer transformativen Führungspersönlichkeit, die sich für die Stärkung der Rolle der Frau und den Frieden einsetzt, ist ein Beispiel für den bemerkenswerten Einfluss, den Einzelne bei der Gestaltung einer gerechteren Gesellschaft haben können“, sagte Melanne Verveer, die US-Sonderbotschafterin für globale Frauenfragen, bei der Preisverleihung.